# Futrono
Futrono (lieu des fumées en mapudungun) est une ville et une commune du Chili de la Province de Ranco, elle-même située dans la Région des Fleuves.

## Géographie

### Démographie
En 2012, la population de la commune s'élevait à 13 893 habitants. La superficie de la commune est de 2 268 km2 (densité de 6 hab./km2),.

### Situation
Le territoire de la commune de Futrono occupe le piémont de la Cordillère des Andes et s'étire vers l'est jusqu'à la frontière avec l'Argentine. Le terrain est généralement constitué de hautes collines et de montagnes qui culminent à 2 000 m. Une partie de sa superficie est occupée par deux grands lacs. Le lac Ranco (442 km2) qu'elle partage principalement avec la commune de Lago Ranco et qui comporte plusieurs îles dont certains sont habitées. Le lac Maihue a une superficie de 49 km2. Le territoire de la commune est sillonné par de nombreux cours d'eau qui font partie du bassin du Rio Bueno (es). La commune est située à 759 km à vol d'oiseau au sud de la capitale Santiago et à 81 km à l'est de Valdivia capitale de la Région des Fleuves et à 62 km à l'ouest-sud-ouest de La Unión capitale de la provision de la province de Ranco.

## Économie
Les secteurs économiques principaux sont l'agriculture, l'élevage et le tourisme.

Position de Futrono (en rouge) au sein de la Région des Fleuves.